# サッチウィーブ

二人の航空兵によって行われたサッチウィーブの基本的な動き。左の青が囮、右の青が攻撃担当で、赤が敵機体である。

サッチウィーブ（Thach Weave）は第二次世界大戦期に、アメリカ海軍のジョン・S・サッチ海軍少佐が編み出した空中戦闘機動。部隊を囮役と攻撃役を分けて特定機動で動くことで、より有利な攻撃ポジションを維持する戦法である。サッチはこれを防御戦術として「ビーム・ディフェンス・ポジション」と命名したが、動きが「ウィーブ」（機織り）の糸を織る動きに似ていることから「サッチ・ウィーブ（サッチの機織り）」という通称で呼ばれる。
サッチ・ウィーブは、囮役と攻撃役が機織りのように互いにクロスしながらS字に旋回を繰り返すことで、敵機に後方を取られても（または取らせても）攻撃役が敵機に対して常に有利なポジションに付き続けられる、という戦術である。位置の固定による役割分担と異なり動きながら役割の交代が可能で、比較的単純な軌跡を繰り返すためドッグファイトに比べれば習熟も容易なので効率的な攻撃が可能となる。
当然大きな機体性能差がない限り単機での対策は極めて困難で、対策のためにはこちらも2機一組以上での行動が必須。

## 歴史
戦闘機同士の空中戦は、第一次世界大戦では一対一のドッグファイトが中心であったが、戦後は航空機自体や無線機の性能向上、機体の価格の上昇に伴い、1930年代には、独空軍で考案されたロッテ戦術や4機一組で役割分担するフィンガー・フォー戦術等、編隊を組んで行動し部隊全体の戦闘力を高める方法が考案された。アメリカ海軍においては、第二次世界大戦が始まる頃には、2機一組の分隊(エレメント)を2つ組み合わせた小隊(フライト)を基本とするエシュロン隊形が中心となっていた。
戦間期に考案され、運用が試みられた編隊戦術であるが、実際に日米開戦してみると、米海軍は旋回性能や上昇性能をはじめとする機動性を武器とする日本海軍に苦戦することとなる。編隊で役割を分担した場合でも、基本的には役割毎に戦っているだけであったため、特に長機同士の戦いでは個々の機体の運動性能の差が重要であり、運動性に劣る米海軍機の強みが生かせなかったことが苦戦の大きな原因であった。
この問題への対策としてアメリカ海軍のジョン・S・サッチ海軍少佐が考案したのが、最小2機一組の編隊を前提にした行動戦術「サッチ・ウィーブ」である。いくつかの実験ののちにこの戦術の有効性が証明されたことで、米海軍において航空機の相互支援の戦術として取り入れられていった。
1942年6月、ミッドウェー海戦で初めて実戦で用いられ、この戦いでもその効果は十分に証明された。サッチはエシュロン隊形のリーダーとして出撃したミッドウェー海戦で、初めてサッチウィーブをテストして零戦を1機撃墜、またその時のウィングマンであり、米海軍最初のエースパイロットとなったエドワード・'''ブッチ'''・オヘアは、2機の零戦を撃墜した。
同月、アメリカ軍はアリューシャン列島のダッチハーバーに近いアクタン島の沼地に不時着した零戦（アクタン・ゼロ）をほぼ無傷で鹵獲することに成功。アクタン・ゼロの徹底的な研究により、零戦が優れた旋回性能と上昇性能、航続性能を持つ一方で、高速時の横転性能や急降下性能に問題があることが明らかになり、アメリカ軍は「零戦と格闘戦をしてはならない」「背後を取れない場合は時速300マイル以下で、ゼロと空戦をしてはならない」「上昇する零戦を追尾してはならない」という「三つのネバー（Never）」と呼ばれる勧告を、零戦との空戦が予想される全てのパイロットに対して行った。また、不要な装備を除きなるべく機体を軽くするように指示した。これらの作戦は急降下に弱く、防御装甲が乏しいという零戦の弱点を突いた攻撃方法である。
サッチウィーブをはじめとするいくつかの施策の組み合わせにより、F4F ワイルドキャットと零戦とのキルレシオは改善された。米軍の公式記録によれば、太平洋戦争での零戦とF4Fのキルレシオは開戦当初からミッドウェー海戦までで1：1.7、サッチウィーブと一撃離脱戦法導入後の実績を加えた1942年の年間キルレシオで1：5.9、太平洋戦争全体を通じたキルレシオは1：6.9である。
日本側でこれを警戒するものもおり、海軍の撃墜王杉田庄一は、一機と思わせてもう一機が待機しているエンドレス戦法と呼び、これに気を付けるように部下に注意している。